# Động đất Kobe 1995
Động đất Kobe 1995 (神戸 震災 Kobe Shinsai) hay Động đất lớn Hanshin (阪神・淡路大震災 Hanshin-Awaji Daishinsai) là trận động đất xảy ra vào lúc 05:46 (JST), ngày 17 tháng 1 năm 1995 tại phía nam tỉnh Hyōgo, Nhật Bản. Trận động đất có cường độ 7.3 richter, tâm chấn độ sâu khoảng 17,6 km, nằm ở phía nam của đảo Awaji, cách thành phố Kobe khoảng 20 km.

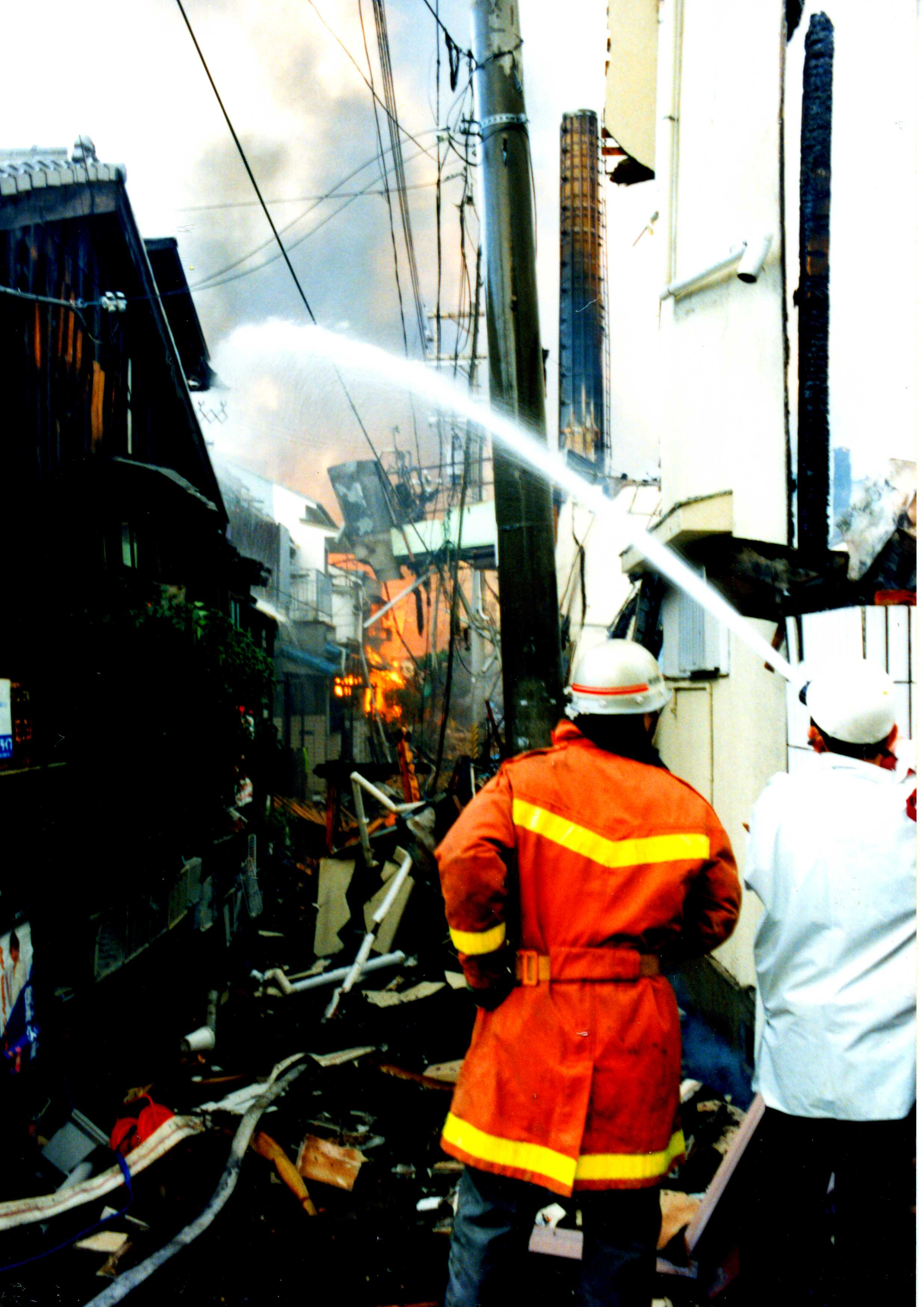
Chữa lửa

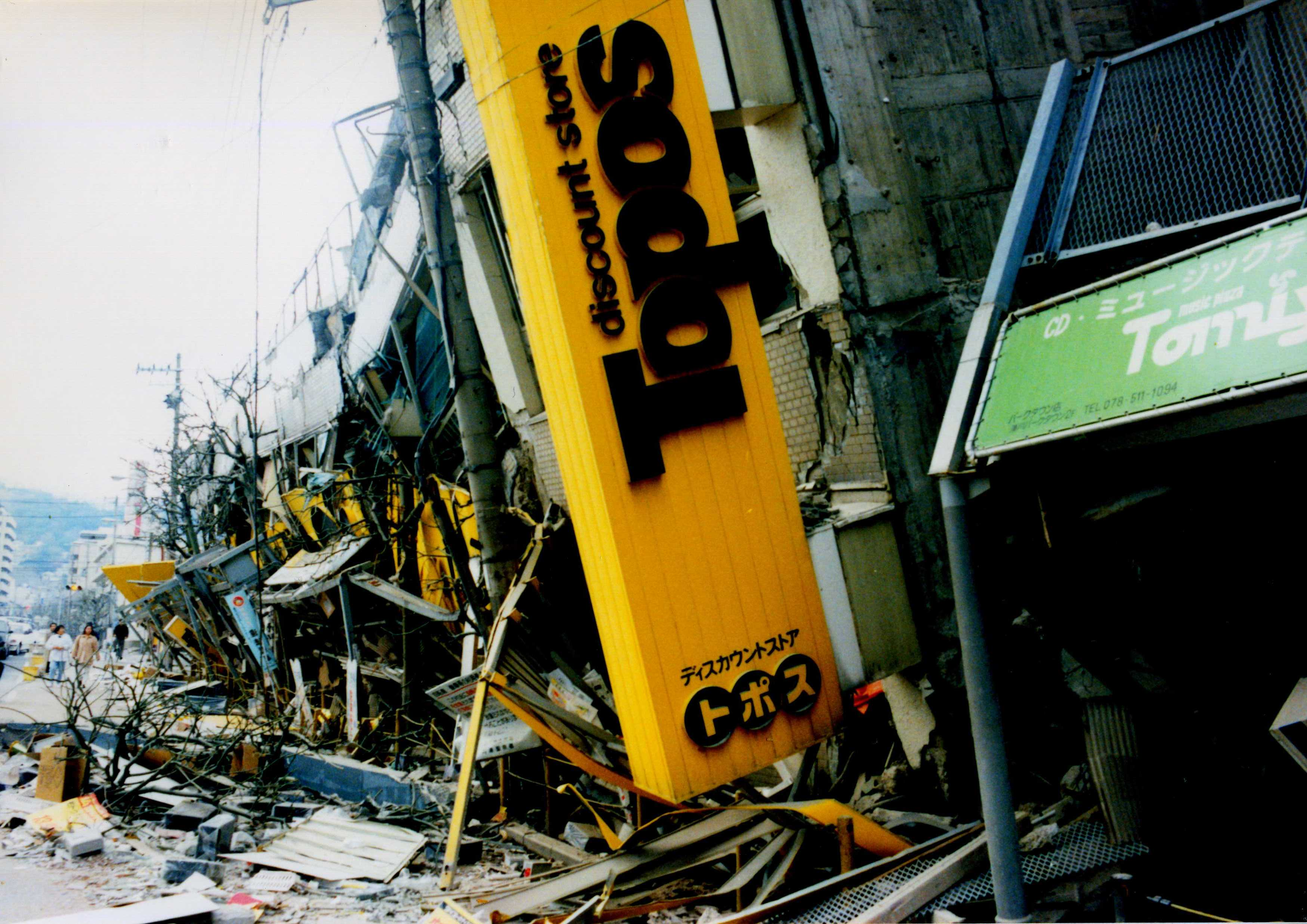
Siêu thị đã bị phá hủy sau trận động đất

Hậu quả trận động đất đã làm 6.434 người chết (ước tính vào ngày 22 tháng 12 năm 2005); trong đó khoảng 4.600 ở Kobe. Trong số các thành phố bị ảnh hưởng, Kobe có dân số khoảng 1,5 triệu, nằm gần chấn tâm nhất và chịu ảnh hưởng rung chấn mạnh nhất. Đây là trận động đất tồi tệ nhất ở Nhật Bản kể từ Đại thảm họa động đất Kantō 1923 (với khoảng 140.000 người chết). Trận động đất gây thiệt hại khoảng 10.000 tỷ yên bằng khoảng 2,5% GDP của Nhật Bản lúc đó, tương đương khoảng 102,5 tỷ USD theo tỷ giá ngoại tệ 500 ngày sau đó (97,545 yên ăn 1 USD).

## Cường độ địa chấn
Đây là trận động đất đầu tiên có cường độ trên 7 theo thang cường độ shindo của cơ quan Khí tượng Nhật Bản.
Cường độ trên 7 này đo đạc được ở các đô thị của Hokudan, Ichinomiya, và Tsuna (nay là thành phố Awaji), cũng như các thành phố Kobe, Ashiya, Nishinomiya, và Takarazuka. Cường độ địa chấn đã được ước tính khoảng 6 theo thang shindo tại điểm quan sát trong các thành phố Sumoto (đảo Awaji), và Kobe.
Trận động đất Hanshin ảnh hưởng ra ngoài vùng Kansai. Độ lớn của nó đo đạc được khoảng 5 theo thang shindo ở các thành phố Kyoto, Hikone (tỉnh Shiga), và Toyooka (tỉnh Hyōgo). Trận động đất còn ảnh hưởng đến cả Fukui, Gifu, Mie, Osaka, Nara, Wakayama, Tottori, Okayama, Hiroshima, Tokushima, Kagawa, và Kōchi, các nơi đây ghi được cường độ là 4 theo thang shindo.

## Chấn động
Chấn động Mj 7,3 xảy ra lúc 05:46 JST vào sáng ngày 17 tháng 1 năm 1995, kéo dài 20 giây. Trong khoảng thời gian này mặt đất chuyển động 18 cm theo chiều ngang và 12 cm theo chiều đứng. Các chuyển động mạnh này là do chấn tiêu nằm gần bề mặt và tâm chấn nằm rất gần Kobe.
Có 4 chấn động nhỏ bắt đầu với cường độ lớn nhất Mj 3,7 vào lúc 18:28 của ngày trước đó. Trong vòng 5 tuần có khoảng 50 dư chấn (lớn hơn hoặc bằng 4,0 Mj) được ghi nhận.
Đến ngày 23 tháng 5 năm 1995: có tổng cộng 1983 dư chấn, cảm nhận được 249.
Đến 31 tháng 10 năm 1995: có tổng cộng 2309 dư chấn, cảm nhận được 302.
Đến 31 tháng 10 năm 1996: có tổng cộng 2522 dư chấn, cảm nhận được 408.